# الجبهة الداخلية خلال حرب الخليج الأولى
الجبهة الداخلية لحرب الخليج الأولى هي المجهود المدني الداخلي للدولة الداعم للمجهود الحربي على جبهات القتال لاسيما اقتصاد الدولة، استمرت الحرب بين العراق وإيران 8 سنوات وبلغت قيمة الخسائر المادية التي تكبدها الطرفين جراء الحرب نحو 500 مليار دولار.

## العراق

### السكان
بلغ عدد سكان العراق سنة 1980 حوالي 13 مليون نسمة، وهو ما يشكل ثلث عدد سكان إيران آنذاك، وهو ما وفر ميزة لإيران في مجال القوة البشرية، خلال الحرب استقطب العراق أعداد كبيرة من العمالة الوافدة لاسيما من مصر إذ قدرت أعداد المصريين في العراق أثناء الحرب قرابة الثلاثة ملايين نسمة جند العراق منهم ما يقارب 30,000 جندي بينما ساعد العدد الباقي وهو يزيد عن المليونين في توفير عدد مماثل من العراقيين للعمل في المجهود الحربي.

### النفط
تمثلت الصادرات العراقية في غالبها من النفط، وقبيل اندلاع الحرب كانت صادرات النفطية العراقية تبلغ 3.3 مليون برميل يوميًا في المتوسط خلال سنتي 1979 و1980  ،منهم 2.9 مليون برميل يصدرون عبر الخليج العربي عن طريق موانئ البكر وخور العمية والباقي يصدر عن طريق خط أنابيب كركوك-جيهان.
العائدات المالية من تصدير النفط أرتفعت من مليار دولار أمريكي سنة 1972  لتصل إلى 21 مليار سنة 1979 و25 مليار دولار في الشهور التسعة الأولى من سنة 1980 ،هذه العائدات تقلصت لتترواح ما بين 9 إلى 10 مليارات دولار سنويا خلال سنتي 1981 و1982 حيث هبطت الصادرات النفطية العراقية بسبب توقف ميناءي خور العمية والبكر في الخليج العربي عن تصدير النفط ونتيجة لذلك اعتمد العراق بشكل رئيسي على صادرات النفط عبر خط أنابيب كركوك-جيهان التي بلغت 650.000 برميل يوميا إضافة إلى تصدير 60,000 إلى 80,000 برميل يوميا عبر الأردن بالشاحنات وخلال تلك الفترة بلغ متوسط صادرات العراق من النفط سنة 1981 حوالي 0,99 مليون برميل يوميا في ديسمبر 1981 أعيد تشغيل خط أنابيب كركوك-بانياس بطاقة 350,000 يومياً لكن سوريا أعادت أغلاقه في 10 إبريل 1982  في سنة 1982 كان معدل التصدير بالمتوسط حوالي 0,97 مليون برميل نفط يوميا.
في 1983 بقي متوسط تصدير النفط أقل من مليون عند 0.92 مليون برميل، وقد تمكنت الحكومة العراقية من الحصول على قروض مالية ميسرة وأسلحة يحول ثمنها إلى قروض من عدد من الدول الصديقة القسم الأكبر من القروض يعود للكويت حوالي 17 مليار ونحو 20 مليار من دول من الخليج العربي و9 مليارات دولار من الاتحاد السوفيتي و4 مليارات دولار من فرنسا.
في الربع الأول من سنة 1987 قدر الدين الخارجي للعراق بـ 50 إلى 80 مليار دولار وحتى البنك المركزي العراقي الذي كان يملك بداية الحرب 35 مليار دولار كاحتياطي نقد أجنبي أستنفدت أرصدته في السنة الثالثة للحرب، في نهاية الحرب قدر الضرر الذي حل بالعراق جراء الحرب بـ 67 مليار دولار.

## إيران
بلغ عدد سكان جمهورية إيران الإسلامية عام 1980 نحو 39 مليون نسمة، فيما بلغ إنتاج إيران من النفط في السنة المالية 21 مارس 1979 - 20 مارس 1980 نحو 3.4 مليون برميل يوميا في المتوسط يصدر منه 2.6 مليون برميل يومياً، انخفض هذا المعدل في السنة المالية 1981/1980 حوالي 57% ليصل الإنتاج إلى 1.48 مليون يوميا يصدر منه 762,000 برميل يوميا في المتوسط ، وعند اندلاع الحرب العراقية الإيرانية في سبتمبر 1980 كان متوسط التصدير اليومي 700.000 برميل أنخفض هذا المعدل إلى 200.000 لـ 100.000 برميل بعد أن ضرب سلاح الجو العراقي جزيرة خارج الإيرانية التي يصدر منها النفط الإيراني. في فبراير 1981 بعد إصلاح الأضرار التي أصابت جزيرة خارج النفطية صرحت مصادر رسمية أن صادرات البلاد من النفط قد بلغت 1.5 برميل يوميا أي ضعف ما كان قبل الحرب فيما قدرت المصادر النفطية في الغرب حجم التصدير الحقيقي بما يقارب المليون برميل يوميا
في النصف الأول من السنة المالية 1982/1981 بلغ متوسط تصدير النفط 1,000,000 برميل إلى 1,100,000 برميل يوميا في النصف الثاني من الفترة تراوح ما بين 500.000 برميل إلى 700.000 برميل بمتوسط 830,000 للسنة 1982/1981. وقد بلغت قيمة العائدات النفطية لعام 1980 نحو 11.6 مليار دولار و12.4 مليار دولار لعام 1981.
في شتاء عام 1982 أعلنت إيران عن نيتها زيادة إنتاجها النفطي إلى 3.000.000 برميل في تلك الفترة كان إنتاج إنتاج إيران قد وصل إلى 2.500.000 برميل منه 700.000 للاستهلاك المحلي.
معامل تكرير النفط الإيرانية تأثرت بالحرب لاسيما مصفاة عبادان التي دمرت في 22 سبتمبر 1980  وهي تعد أكبر مصافى النفط بالعالم إذ كانت المصفاة على مرمى نيران المدفعية العراقية، وقبل بداية الحرب كانت طاقة المصفاة التكريرية تصل إلى 630.000 برميل من النفط يومياً وهو ما يعادل 65% من الطاقة التكريرية للنفط في جمهورية إيران.، قدرت الحكومة الإيرانية الأضرار الأقتصادية للحرب على الاقتصاد الإيراني بحوالي 450 مليار دولار شملت الأضرار التي أصابت البنى التحتية والخسارة من فاقد الإنتاج دون احتساب النفط.